# Kabinett Van Buren

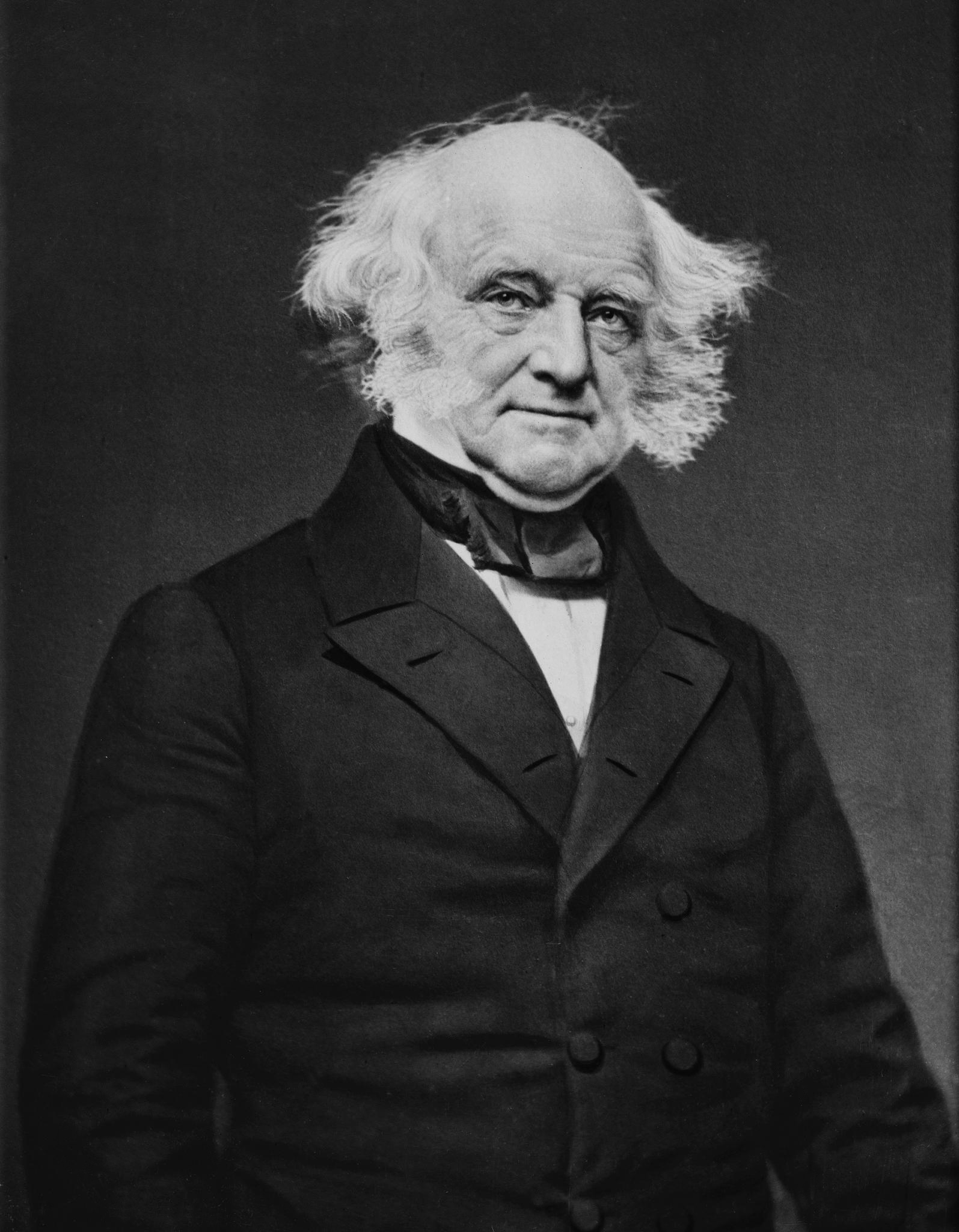
Martin Van Buren, achter Präsident der Vereinigten Staaten

Martin Van Buren, in der zweiten Amtszeit von Präsident Andrew Jackson Vizepräsident der Vereinigten Staaten, wurde 1836 zu dessen Nachfolger gewählt. Er war für 152 Jahre der letzte Vizepräsident, dem dies gelang; erst George Bush gewann als amtierender Stellvertreter wieder eine Wahl.
Gegenüber dem Kabinett seines Vorgängers Jackson wahrte Van Buren große Kontinuität. Mit Außenminister John Forsyth, Finanzminister Levi Woodbury, Marineminister Mahlon Dickerson, Justizminister Benjamin Franklin Butler und Postminister Amos Kendall blieben fünf Regierungsmitglieder im Amt, Forsyth und Woodbury sogar bis zum Ende von Van Burens Präsidentschaft im Jahr 1841. Im Jahr zuvor war er als dritter Präsident der US-Geschichte nach John Adams und John Quincy Adams aus dem Amt gewählt worden; sein Nachfolger wurde der Whig William Henry Harrison.
Van Buren trat 1848 noch einmal als Präsidentschaftskandidat der Free Soil Party an, hatte aber keine Chance.

## Mehrheit im Kongress
| Präsident                         | Präsident            | Kongress | Haus  | Haus    | Senat | Senat | Gesamt | Gesamt             |
| --------------------------------- | -------------------- | -------- | ----- | ------- | ----- | ----- | ------ | ------------------ |
|                                   | Martin Van Buren (D) | 25.      |       | 128/242 |       | 35/52 |        | Unified government |
| 26.                               | Martin Van Buren (D) | 125/242  | 30/52 |         |       |       |        | Unified government |
| Quelle: Repräsentantenhaus, Senat |                      |          |       |         |       |       |        |                    |

## Das Kabinett
| Ressort / Amt                          | Amtsinhaber              | Partei | Partei       | Zeitraum  | Bild |
| -------------------------------------- | ------------------------ | ------ | ------------ | --------- | ---- |
| Präsident der Vereinigten Staaten      | Martin Van Buren         |        | Demokrat (D) | 1837–1841 |      |
| Vizepräsident der Vereinigten Staaten  | Richard Mentor Johnson   |        | D            | 1837–1841 |      |
| Ministerämter                          |                          |        |              |           |      |
| Außenminister der Vereinigten Staaten  | John Forsyth             |        | D            | 1837–1841 |      |
| Finanzminister der Vereinigten Staaten | Levi Woodbury            |        | D            | 1837–1841 |      |
| Kriegsminister der Vereinigten Staaten | Joel Roberts Poinsett    |        | D            | 1837–1841 |      |
| Marineminister der Vereinigten Staaten | Mahlon Dickerson         |        | D            | 1837–1838 |      |
| Marineminister der Vereinigten Staaten | James Kirke Paulding     |        | D            | 1838–1841 |      |
| Justizminister der Vereinigten Staaten | Benjamin Franklin Butler |        | D            | 1837–1838 |      |
| Justizminister der Vereinigten Staaten | Felix Grundy             |        | D            | 1838–1840 |      |
| Justizminister der Vereinigten Staaten | Henry Dilworth Gilpin    |        | D            | 1840–1841 |      |
| Postminister der Vereinigten Staaten   | Amos Kendall             |        | D            | 1837–1840 |      |
| Postminister der Vereinigten Staaten   | John Milton Niles        |        | D            | 1840–1841 |      |